# Friularachne rigoi
Friularachne rigoi Dalla Vecchia & Selden, 2013 è un genere di ragni fossili appartenente alla famiglia Atypidae.

## Etimologia
Il nome del genere deriva dalla regione di rinvenimento, il Friuli, seguita dal suffisso -arachne, che significa ragno. Il nome proprio della specie, rigoi, è in onore dello scopritore dell'esemplare, Roberto Rigo, di Udine

## Caratteristiche
L'unico esemplare raccolto mostra i caratteri propri di un'Atypidae, sia per il carapace sviluppato anteriormente, sia per la presenza, nei cheliceri, di piccoli denti sui margini anteriore e posteriore.
L'impronta fossile, per la natura della deposizione, è comunque avara di informazioni dettagliate, tanto da renderla comunque alquanto incerta in riferimento alla famiglia di appartenenza. Contributi a tale incertezza sono anche apportati dallo strato in cui è stato rinvenuto l'esemplare, la Dolomia di Forni, che è datato al periodo Norico, circa 210 milioni di anni fa, informazione che, qualora comprovata dal rinvenimento di altri esemplari, retrodaterebbe la presenza di ragni Atypoidea di quasi 100 milioni di anni. Finora infatti i più antichi esemplari reperiti sono datati al periodo Albiano, circa 110 milioni di anni fa.

## Distribuzione
Questo esemplare è stato rinvenuto in una valle del comune di Forni di Sopra, in provincia di Udine, all'interno della formazione geologica nota come Dolomia di Forni.

## Tassonomia
Si tratta di un genere monospecifico: